# 이념형
이념형(독일어: Idealtypus)이라는 용어는 이상형, 순수형으로도 알려져 있는 개념으로, 유형학적 용어이기도 하며 반실증주의 사회학자인 독일의 사회학자 막스 베버(1864–1920)와 밀접한 관련을 가지고 있다.

## 개념
베버에게 있어 사회과학은 추상적 개념속에 존재하는 가설개념으로 구성되어 있는 것이었다. 그러므로 이념형은 사회과학 이론과 연구속에 존재하는 주관적이고도 형이상학적인 요소로 이해되었고, 이러한 형이상학적 개념들은 자연과학과 사회과학을 구분하는 필수적인 요소로 인식된 것이다. 이념형은 주어진 현상의 요소들이나 구체적인 문자로 구성되어 있으나, 이것은 각각의 특정한 케이스들의 특징과 모두 일치함을 의미하는 것이 아니다. 가령 추상적인 현상을 서로 다른 구체적인 용어 들로 규정해 볼 수 있으나, 반대로 구체적인 용어 각각이 추상적인 현상 하나를 온전히 포괄하지는 못한다는 것이다. 따라서 이념형이란 완벽한 것을 의미하는 것이라 볼 수 없으며, 도덕적 이상성도 아니며, 구체적 수치의 평균으로 인식하는 것도 무리가 있다. 그러나 주어진 환경에서의 공통적인 사례들을 강조하는 특정한 요소로 이해해 볼 수 있다. 한편 '이상'이라는 용어를 사용한 점은 굉장히 주목해야 할 부분이다. 베버는 '이상'이라는 용어를 사상의 세상(독일어로는 'Gedankenbilder')으로 인식하는 모습을 보여주며, 이것은 이 이념형이라는 용어가 완벽한 것이 아니며 단지 순리를 따르는 사회적 실체의 혼란함을 가시적으로 드러내주는 것을 돕는 사상의 구조로 인식하는 것이다. 베버는 그의 저서에 적기를, "이념형이란 하나 혹은 다수의 관점에 의해 강조된 한 쪽 입장에 따라 형성되는 것이고, 엄청나게 다분화되고 각각의 통합에 의해 그리고 한 쪽 측면으로 강조된 관점들이 분석적 구성의 모습으로 통합되는 현재 혹은 종종 구체적인 현상의 부재등으로 구성된 개념"이라고 하였다.
한편, 이념형은 비교사회학적 측면에서 사회나 경제적 현상을 분석할 때 굉장히 유용한 도구이며 이는 일반적인 수준을 넘어선다는 점에서, 추상적인 생각과 구체적인 역사적 사례등과 같은 장점을 가지고 있다는 점에서 역시 그러하다. 이념형은 자본주의와 같은 전역사적 현상과 베버 자신의 프로테스탄즈 윤리분석과 같은 역사적인 독특한 현상의 일반적인 분석 모두를 가능하게 해준다. 특정한 현상에 대한 이해를 시도하기 위해서, 행위자들의 행동을 묘사하는 것 뿐만 아니라, 그들의 행동을 해석해내는 것 역시 중요하다. 그러나 행동의 해석은 행동을 이전의 선험적 이념형에 종속되어 분류해내려는 시도를 가진 관찰자의 문제를 수반하기도 하기도 한다. 베버는 다음과 같은 행동의 이념형의 4가지 유형으로 다음을 제시하였다. 그러므로 이념형의 허구적 본성과 상태의 개념에 대해 통렬하게 그리고 명확하게 인식하고 있었던 베버에게 이념형이라는 개념은은 재생 혹은 사회적 현실과의 관련성의 관점에서 타당성을 전혀 찾아낼 수 없었다.

## 실제 예시
막스 베버는 사회과학의 개념구성에 있어서 이 이상형을 독자적인 방법론으로 제시하여 이후 그가 작성한 여러 논문의 서술에 적용하기도 하였다. 예를 들어 《프로테스탄티즘의 윤리와 자본주의의 정신》에서 자본주의의 정신이라는 개념은 역사적 현실 속에서 베버의 관점으로 보아 본질적인 의의를 갖는다고 간주되는 일정한 특징만을 골라 그것들을 조립함으로써 구성된 이념형이다. 그것은 무한한 모든 요소의 복합체인 역사적 현실을 과장, 단순화시킨 이상적인 극한개념이며 일정한 관점에서 현실을 비교, 측정, 인과관계를 찾아내기 위한 수단에 지나지 않기 때문에 이상(논리적 의미에서가 아니라 실천적 의미에서의 이상.)이든 현실이든 결코 혼동되어서는 안 되는 것이다.

## 같이 보기
- 반양성주의
- 구조와 기관
- 권위의 3가지 분류